# Christian Wildberg
Christian Wildberg (* 1957) ist ein deutscher Altphilologe und Philosophiehistoriker sowie emeritierter Professor an der Princeton University.
Nach einem Magisterabschluss in Evangelischer Theologie an der Universität Marburg setzte Wildberg seine Studien an der Universität Cambridge in Classics fort, wo er 1984 zum Ph.D. promoviert wurde. Es folgte eine Junior Research Fellowship am Caius College, Cambridge, und eine lecturership an der University of Texas at Austin. Von 1990 an war er Assistent an der Freien Universität Berlin, bevor er 1996 einen Ruf auf eine Professur für Classics an die Princeton University erhielt. Hier lehrte er ohne Unterbrechung bis zur Emeritierung am 1. Juli 2018. Er war zudem akademischer Direktor des Program in Hellenic Studies von 2010 bis 2017. Nunmehr ist er an der University of Pittsburgh tätig.
Forschungsschwerpunkte Wildbergs sind Johannes Philoponos und dessen anti-aristotelische Abhandlung über die Ewigkeit der Welt sowie die Bedeutung der Götter in den Tragödien des Euripides; die Mystik, Aristoteles’ Kosmologie und der Dionysoskult; die sogenannten Vorsokratiker; antike Konzepte des Bösen; und das Corpus Hermeticum und seine Rezeption in der Spätantike.
Wildberg ist zudem Mitherausgeber der Monographienreihen Philosophia Antiqua (Brill, Leiden) und Studien und Texte zu Antike und Christentum (STAC, Mohr-Siebeck, Tübingen) und der Zeitschrift Apeiron, eines internationalen Publikationsorgans auf dem Gebiet der Wissenschaftsgeschichte und der Philosophie.

## Schriften (Auswahl)
Editionen und Monographien
- Philoponus against Aristotle on the Eternity of the World. Duckworth, London 1987.
- John Philoponus’ Criticism of Aristotle’s Theory of Aether (= Peripatoi Band 16). De Gruyter, Berlin, New York 1988.
- Simplicius: Against Philoponus on the Eternity of the World, in: Philoponus: Corollaries on Place and Void, with: Simplicius: Against Philoponus on the Eternity of the World, übers. mit David J. Furley. Duckworth, London 1991, Ss.  95–135, ISBN 0-7156-2250-1
- Hyperesie und Epiphanie. Ein Versuch über die Bedeutung der Götter in den Dramen des Euripides (= Zetemata 109). C. H. Beck Verlag, München 2002.

(Mit)herausgeberschaften
- (Hrsg. mit Martin Cropp, Kevin Lee, David Sansone, Eric Csapo and Donald Mastronarde): Euripides and Tragic Theatre in the Late Fifth Century (= Illinois Classical Studies 24/25). Champaign, Il., 2000.
- (Hrsg. mit Daniel Zelinski): Religion, Mysticism, and Ethics: A Cross-traditional Anthology (= Archiv für Religionsgeschichte 9). Saur Verlag, München 2007.
- (Hrsg. mit Alan C. Bowen): New Perspectives on Aristotle’s De caelo. A collection of interpretative articles on Aristotle’s cosmological treatise (= Philosophia Antiqua 117), Brill, Leiden 2009.
- (Hrsg. mit Michael Wachtel): Dionysos und die vordionysischen Kulte. A posthumous edition of Vyacheslav Ivanov’s manuscript on Dionysiac Religion. Mohr - Siebeck, Tübingen 2012.

Artikel
- Neoplatonism. In: Edward N. Zalta (Hrsg.): Stanford Encyclopedia of Philosophy. 2016.
- Olympiodorus. In: Edward N. Zalta (Hrsg.): Stanford Encyclopedia of Philosophy. 2007; substantive revision 2024.
- John Philoponus. In: Edward N. Zalta (Hrsg.): Stanford Encyclopedia of Philosophy. 2003; substantive revision 2018.